# Impôt sur les sociétés aux États-Unis
 (novembre 2013).
Le contenu est difficilement compréhensible vu les erreurs de traduction, qui sont peut-être dues à l'utilisation d'un logiciel de traduction automatique.

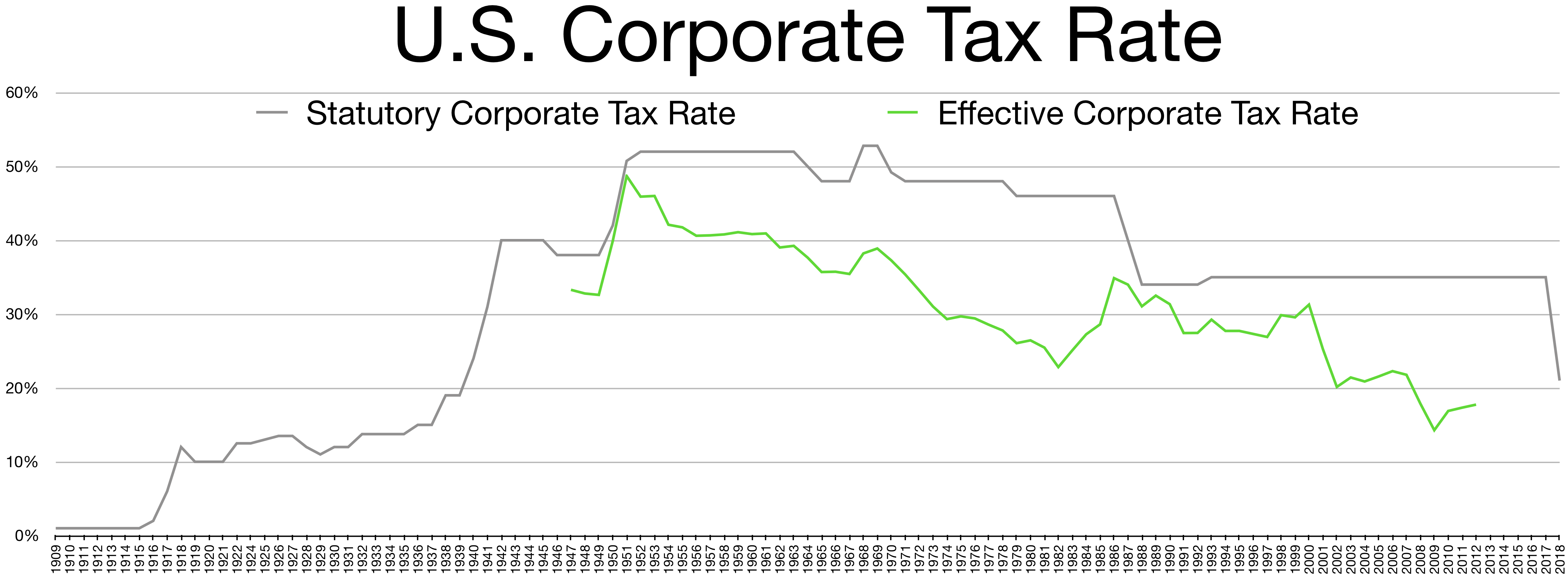
Taxation aux Etats Unis

L’impôt sur les sociétés aux États-Unis est un impôt collecté tant par le gouvernement fédéral que par la plupart des gouvernements des États. L'impôt fédéral sur le revenu des sociétés est l'impôt le plus important, en termes de taux d'imposition, du nombre des entités concernées et de la complexité de ses règles.
À la suite de la réforme fiscale adoptée à la fin de l'année 2017 (Tax Cuts and Jobs Act of 2017), le montant de l'impôt sur les sociétés est passé de 35 à 21 %.

## Les entités soumises à l'impôt fédéral sur les sociétés

### Sociétés américaines
Une entreprise est soumise à l'impôt fédéral sur le revenu si c’est une société, qui n'est pas une société de type S, et qu’elle est formée aux États-Unis, ou procède à une entreprise ou un commerce aux États-Unis.
Il existe des entités d'affaires qui ne sont pas des sociétés, telles que les partenariats et les sociétés à responsabilité limitée, qui peuvent sous certaines conditions, choisir d'être soumises à l'impôt sur les sociétés (la classification entité ou aux règles dites "check-the-box").
La plupart des actionnaires qui reçoivent des dividendes ou d'autres distributions de revenus d'une société sont imposés sur leurs dividendes. Il en résulte une forme de double imposition de revenu, la première fois quand ils sont touchés par la société et de nouveau quand ils sont distribués aux actionnaires. Une société constituée aux États-Unis, si elle satisfait certaines limitations d’actionnaires et de capital, peut choisir de ne pas être imposée, et plutôt que ses actionnaires soient imposés sur les revenus de la société quand ils sont encaissés (et non pas quand ils sont distribués). Ces sociétés sont connues sous le nom de « S-societies ». Une entreprise considérée comme une société qui ne peut pas ou ne fait pas ce choix d’être traitée comme une société S est appelée une société C ou « C-society ».
La double imposition est atténuée : 
- pour les sociétés qui sont actionnaires dans d'autres sociétés, par la déduction des dividendes reçus
- pour les actionnaires individuels, qui sont imposés sur la plupart des revenus de dividendes à un taux moins élevé que celui appliqué aux autres revenus.

Des entités commerciales qui ne sont pas traitées comme des sociétés ou des entreprises peuvent éviter aussi la double imposition des revenus. Comme les sociétés S, ces entités (souvent dénommé « pass-through », « fiscalement transparente » ou « flow-through entitities ») ne paient pas d'impôt sur le revenu au niveau de l'entreprise. Au lieu de cela, elles répartissent ce revenu imposable parmi leurs actionnaires, qui déclarent et payent l'impôt sur le revenu des États-Unis sur leurs dividendes de l’année écoulée (qu'ils aient ou non distribués) sur leur propre déclaration de revenus.

### Les sociétés étrangères
Les sociétés étrangères qui gèrent une entreprise ou un commerce dans une filiale aux États-Unis sont imposés sur les profits de la succursale. Les autres recettes (telles que les dividendes ou les redevances, mais généralement pas les intérêts) sont soumises à une retenue de 30 %, qui peut être réduite ou éliminée par un accord fiscal. Les intérêts payés par les banques américaines ou d'autres personnes non liées à des sociétés étrangères ne sont généralement pas imposés dans les États-Unis. Les revenus de location peuvent être traités comme un commerce ou une entreprise aux États-Unis et donc soumis à l'impôt.
Les bénéfices d'une société américaine qui est une filiale d'une société étrangère sont donc soumis à une double imposition aux États-Unis, une première fois par les règles nationales ordinaires lorsque les bénéfices sont gagnés et, une seconde fois, lorsque les bénéfices sont distribués à la compagnie mère étrangère comme un dividende. Pour empêcher les sociétés étrangères d'éviter cette double imposition, les succursales de sociétés étrangères sont soumises à un impôt supplémentaire ("l'impôt sur les bénéfices des succursales"), qui est le même impôt (à 30 % ou un taux plus faible en vertu d'une convention fiscale) que celui qui aurait été appliqué à un dividende si les entreprises américaines avaient été imposées dans une filiale américaine.

## Classification
Étant donné le risque de double imposition des revenus perçus par une société C (par opposition à un partenariat ou un autre entité «pass-through »), la classification d'une entreprise est importante. Avec la croissance de nouvelles entreprises au cours des années 1980 et 1990 (en particulier, les sociétés à responsabilité limitée et les partenariats à responsabilité limitée), le processus de classification des entreprises est devenu de plus en plus complexe.
Pour simplifier le processus, l’Internal Revenue Service (IRS) a publié le règlement "check-the-box" qui a mis en place une classification par défaut pour les entreprises nationales et étrangères, combinée avec la possibilité pour les sociétés de se retirer de façon volontaire de la classification par défaut (sauf dans le cas des sociétés « per se »)). Une fiducie sera considérée comme une société dans le cadre d'une classification dans le cadre du règlement "check-the-box", sauf si la fiducie répond à certaines exigences strictes de ses activités et de la structure de sa propriété.
Dans le cadre du règlement check-the-box, les sociétés incorporées en vertu d'une loi fédérale ou de l'État et certaines entités étrangères figurant dans le règlement (comme les sociétés anonymes du Royaume-Uni) sont automatiquement classées comme des sociétés soumises à l'impôt sur le revenu fédéral des États-Unis. Cette classification automatique ne peut pas être changée. Les entités assujetties à la classification automatique sont souvent désignées comme des sociétés « per se ».
Si une entité formée en vertu de la loi américaine n'est pas une société « per se » (comme une société à responsabilité limitée), l'entité est considérée comme une société (si l'entité dispose de plus d'un propriétaire d'équité) ou si elle n'est pas tenue entièrement (si l'entité a un seul propriétaire de l'équité), l'entité peut choisir de passer outre à la classification par défaut et d'être traitée comme une société. Si une « non-electing domestic entity » n'est pas retenue parce qu'elle a un seul propriétaire en équité, l'entité est considérée comme une extension de l'équité du propriétaire (c'est-à-dire que le propriétaire de l'équité est considérée comme propriétaire de l'entité de l'actif et engagée dans les activités de l'entité). Si une « non-electing domestic entity » est considérée comme un partenariat ou une entité indéterminée, l'entité devient un « pass-through » (c'est-à-dire que les pertes ou les revenus de l'entité sont déclarés sur la déclaration de revenus du capital des propriétaires), et aucune taxe n'est imposée au niveau de l'entité.
La classification d'une entité constituée en vertu du droit étranger (autre qu'une entité étrangère comme une société «per se ») est plus complexe. Sauf si l'entité étrangère choisit de passer outre son classement par défaut, l'entité étrangère est classée en tant que société, si tous les actionnaires sont anonymes. Si l'entité a plus d'un propriétaire d'équité et au moins un d'eux n'a pas de responsabilité limitée (par exemple un « general partner »), elle sera classée comme un partenariat (c'est-à-dire un « pass-through »), et si l'entité a un seul propriétaire d'équité et l'unique propriétaire n'a pas de protection à responsabilité limitée, il sera traité comme une entité indéterminée (c'est-à-dire un « pass-through »).
Pour remplacer son classement par défaut, une entité doit déposer le formulaire 8832 à l'IRS. Un choix volontaire peut avoir un effet rétroactif avec un maximum de 75 jours. Une entité étrangère aux États-Unis doit obtenir un numéro d'identification fiscale, si elle veut le reporter sur le formulaire 8832.

## Assiette et taux
La taxe "recettes" des sociétés n'est pas un impôt sur le revenu des sociétés. Il serait plus exact de parler d'impôt sur le « profit » d'une entreprise. Le "revenu imposable" des sociétés est ce qui reste après que la plupart des frais ont été déduits.
Pour les besoins de l'impôt, un système de taux marginal d'imposition par palier est appliqué au «revenu imposable». Pour 2008, les taux marginaux d'imposition sur le revenu imposable de la société sont les suivants :
| Le revenu imposable ($) | Taux d'imposition |
| ----------------------- | ----------------- |
| 0 à 50 000              | 15 %              |
| 50 000 à 75 000         | 25 %              |
| 75 000 à 100 000        | 34 %              |
| 100 000 à 335 000       | 39 %              |
| 335 000 à 10 000 000    | 34 %              |
| 10 000 000 à 15 000 000 | 35 %              |
| 15 000 000 à 18 333 333 | 38 %              |
| 18 333 333 et plus      | 35 %              |

L'effet de la structure du taux marginal décrite ci-dessus est d’équilibrer la diminution des taux marginaux appliqués à la baisse du revenu imposable dans le bas entre parenthèses, en produisant un taux d'imposition unique de 35 pour cent d'une société sur l'ensemble du revenu imposable de la société une fois que le revenu imposable est supérieur à 18,33 millions $ .
Le taux maximal d’imposition était de 91 % sous la présidence Eisenhower, de 72 % sous Richard Nixon et de 50 % sous Ronald Reagan.

## Impôt minimum de remplacement
L'impôt sur le revenu fédéral américain englobe en fait deux systèmes fiscaux: l'impôt "régulier" sur le revenu et de l'impôt minimum de remplacement (l’alternative minimum tax ou «AMT»). Chacun applique sa propre mesure du revenu imposable et des taux marginaux d'imposition. En termes généraux, l’impôt "régulier"  sur le revenu utilise une définition plus étroite du revenu imposable (c'est-à-dire plus généreuses en déductions et exclusions), avec des taux marginaux d'imposition plus élevés, tandis que l'AMT combine une plus large mesure du revenu imposable (c'est-à-dire moins généreuse en déductions ou exclusions) avec diminution des taux marginaux. Pour chaque année fiscale, une société C doit calculer son impôt en vertu de l'impôt "régulier"  sur le revenu et de l'AMT, et l'impôt le plus élevé est dû pour l'année.
Aux fins de l’AMT, le taux d'impôt applicable au minimum alternatif imposable d’une société est arrondi à 20 %.
Les gains de capital sont soumis à l'impôt à taux marginaux décrits ci-dessus, de la même manière que les revenus provenant des affaires de la société.

## Modalités de paiements
Les sociétés sont généralement tenues de procéder à un versement trimestriel.

## Recettes
En 2011, ils ont représenté 8 % des recettes du budget fédéral des États-Unis soit 131 milliards de dollars contre 14 % en 1971.